# Cedar Lake (Indiana)
Cedar Lake es un pueblo ubicado en el condado de Lake en el estado estadounidense de Indiana. En el Censo de 2010 tenía una población de 11560 habitantes y una densidad poblacional de 464,64 personas por km².

## Geografía
Cedar Lake se encuentra ubicado en las coordenadas 41°22′8″N 87°26′23″O / 41.36889, -87.43972. Según la Oficina del Censo de los Estados Unidos, Cedar Lake tiene una superficie total de 24.88 km², de la cual 21.29 km² corresponden a tierra firme y (14.44%) 3.59 km² es agua.

## Demografía
Según el censo de 2010, había 11560 personas residiendo en Cedar Lake. La densidad de población era de 464,64 hab./km². De los 11560 habitantes, Cedar Lake estaba compuesto por el 94.85% blancos, el 0.46% eran afroamericanos, el 0.25% eran amerindios, el 0.39% eran asiáticos, el 0.03% eran isleños del Pacífico, el 2.37% eran de otras razas y el 1.65% pertenecían a dos o más razas. Del total de la población el 6.52% eran hispanos o latinos de cualquier raza.